# Humptrup
Humptrup (dänisch: Humtrup, nordfriesisch: Humptoorp) ist eine Gemeinde im Kreis Nordfriesland in Schleswig-Holstein.

## Geografie

### Geografische Lage
Das Gemeindegebiet von Humptrup erstreckt sich am Westrand im zur Schleswigschen Geest zählenden Naturraum der Lecker Geest. Eine zur Gemeinde zählende Exklave am Haasberger See befindet sich weiter nördlich direkt südlich angrenzend am Grenzlauf zu Dänemark längs des Flusslaufs der Süderau (dänisch Sønderå).

### Ortsteile
Die Gemeinde besteht siedlungsgeographiusch aus mehreren Ortsteilen, die im Fachjargon der Siedlungsstatistik als Wohnplätze verzeichnet sind. Neben dem namenstiftenden Dorf (Humptrup (dänisch Humtrup)), liegen ebenfalls die weiteren Dörfer Grellsbüll (dänisch Grelsbøl), Kahlebüll (dänisch Kalebøl) und Krakebüll (dänisch Kragebøl oder auch Krakebøl), die Höfesiedlungen Flützholm (dänisch Flydsholm), Haasberg (dänisch Hasbjerg), Hattersbüllhallig (dänisch Hattersbølhallig) und Süderdürhus, der Ortsteil Grellsbüll-Feld, ebenso wie die Streusiedlungen Gotteskoog (dänisch Gudskog) und Humptrup-Feld im Gemeindegebiet.

### Nachbargemeinden
| Aventoft   | Süderlügum                                  |          |
| Neukirchen | Kompassrose, die auf Nachbargemeinden zeigt |          |
|            | Uphusum                                     | Braderup |

## Geschichte
Der Ort ist 1462 erstmals schriftlich dokumentiert worden. Der Ortsname setzt sich zusammen aus -trup (altdänisch thorp, nordfries. toorp) für Dorf und den Rufnamen Hune oder Humpi, letzterer steht vermutlich mit dän. humpe für humpeln in Verbindung.
1875 wurden die vier bis dahin selbständigen Dörfer des Kirchspiels Humptrup durch Eingliederung von Grellsbüll, Kahlebüll und Krakebüll nach Humptrup zu einer ansehnlichen Landgemeinde.

## Politik

### Gemeindevertretung
Bei der Kommunalwahl am 14. Mai 2023 wurden insgesamt 13 Sitze vergeben. Von diesen erhielt das ABH sechs Sitze, die AWGH vier Sitze und der SSW drei Sitze.

### Bürgermeister
Seit 2013 ist Erich Johannsen (SPD) Bürgermeister. Er befindet sich derzeit in der zweiten Amtsperiode. Er folgte damals auf Andreas Heinsen, der das Amt 27 Jahre innehatte.

## Sehenswürdigkeiten
Liste der Kulturdenkmale in Humptrup

## Wirtschaft und Infrastruktur

### Bildung
In der Gemeinde gibt es eine dänische Schule (Bavnehøj-Skolen), sowie dänischsprachigen Kindergarten.

### Verkehr
Die Bundesstraße 5 (B 5) führt in Nord-Süd-Richtung durch die östlichen Nachbargemeinden Süderlügum und Braderup. Humptrup wird ausgehend von Braderup auf der nordfriesischen K 85 erreicht. Sie zweigt zudem im westlichen Teil des Ortes Süderlügum von der schleswig-holsteinischen Landesstraße 2 ab, diese wiederum am südlichen Ende des Ortsbereiches ein weiteres Mal von der B 5.
Die Gemeinde Humptrup liegt im Fahrtbereich vom Rufbus Nordfriesland (Linie KXS1: Klanxbüll<- ->Süderlügum). Er bindet die Gemeinde zum Schienenpersonennahverkehr am Bahnhof in der Gemeinde Klanxbüll (RE 6) sowie am Haltepunkt in Süderlügum (Bahnstrecke Niebüll–Tønder) (RB 68) an der Marschbahn an.